# 黃秋爽
黃秋爽（1992年5月28日—），生於湖北省襄阳市，中國女子體操運動員。她是一名全能型選手，現為國家隊及廣東體操隊成員。

## 運動生涯
黃秋爽於2000年進入湖北襄樊業餘體校體操班，教練為張永剛。2001年進入武漢體育學院體操隊，教練為趙漢華、候福盛。2003年10月進入深圳市體操隊。2004年進入廣東省體操隊，教練為陳適京、彭莎。 
2007年12月，入選國家體操隊。

## 個人戰績
- 2005年 全國青少年比賽團體冠軍、平衡木冠軍
- 2006年 全國青年錦標賽個人全能冠軍、跳馬冠軍
- 2006年 廣東省運動會高低杠冠軍、跳馬冠軍
- 2007年 城運會比賽中團體冠軍
- 2009年 全國體操錦標賽個人全能亞軍，團體、自由體操季軍
- 2009年 日本杯體操邀請賽團體冠軍、個人全能冠軍
- 2009年 全國體操冠軍賽全能季軍
- 2009年 全國運動會女子體操團體亞軍
- 2010年 體操世界盃多哈站高低杠冠軍、自由操亞軍、平衡木第七名
- 2010年 泛太平洋體操賽團體亞軍、成年組高低杠冠軍、全能第七名
- 2010年 全國體操冠軍賽高低杠季軍
- 2010年 全國體操錦標賽團體、高低杠冠軍，跳馬、自由操亞軍，全能季軍
- 2010年 鹿特丹世界體操錦標賽女子團體季軍、個人全能第四名
- 2010年 廣州亞運會團體、跳馬冠軍，個人全能、高低杠亞軍
- 2011年 體操世界盃美國站個人全能第四名
- 2011年 體操世界盃巴黎站高低杠銀牌
- 2011年 日本杯團體金牌
- 2011年 東京世界體操錦標賽女子團體、高低杠銅牌，個人全能第五名
- 2011年 體操世界盃斯圖加特站全能金牌
- 2011年 體操世界盃東京站個人全能金牌
- 2011年 體操世界盃女子全能年度總冠軍
- 2012年 體操世界盃淄博站高低杠亞軍、平衡木亞軍、自由操季軍
- 2012年 上海全國體操錦標賽暨倫敦奧運選拔賽團體亞軍、女子個人全能第五名、平衡木第四名
- 2012年 倫敦奧運女子團體第四名，女子個人全能第七名

## 相關新聞
- 日本杯體操邀請賽：黃秋爽贏女子個人全能金牌
- 全运体操女团落幕 新人气王黄秋爽闪亮体操馆